# Bruce Glover
Bruce Glover (Chicago, 2 mei 1932 – Los Angeles, 12 maart 2025) was een Amerikaans acteur die het meest bekend was van zijn rol als Mr. Wint in de James Bond-film Diamonds Are Forever. Ook speelde hij in Walking Tall en Chinatown. Glover was de vader van acteur Crispin Glover.

## Biografie
Glover werd geboren in Chicago in de Amerikaanse staat Illinois als dochter van Eva Elvira en Hebert Homan Glover. Hij was van Engelse, Tsjechische en Zweedse afkomst. Glover maakte van 1953 tot 1955 onderdeel uit van de United States Army, waarvan zes maanden in de Koreaanse Oorlog.
Glover begon met acteren in diverse televisieseries als My Favorite Martian, Perry Mason, The Mod Squad, Gunsmoke, Adam-12, Mission: Impossible, Police Story, Barney Miller, CHiPs en The Dukes of Hazzard.
In 1971 brak hij door bij het grote publiek door samen met jazzmuzikant Putter Smith het moordlustige duo Mr. Wint and Mr. Kidd te spelen in de James Bondfilm Diamonds Are Forever.
Daarnaast speelde Glover een motorgangleider bekend als Bach in Adam-12 aflevering Log 103: A Sound Like Thunder. Ook had hij een rol als roodharige misdadiger die tieners lastig viel in Bless the Beasts and Children en speelde hij Duffy in Chinatown. Tevens verscheen Glover als Captain Voda in Doomsday, and Counting, een aflevering van The Six Million Dollar Man.
Glover verscheen eveneens als Grady Coker in de film Walking Tall en in de vervolgfilms Walking Tall Part 2 en Walking Tall: Final Chapter. In de jaren tachtig en negentig had Glover daarnaast gastrollen in televisieseries als Hart to Hart in 1981, T.J. Hooker in 1982, The A-Team in 1983 en Murder, She Wrote in 1989. In zijn latere jaren had Glover nog rollen in Night of the Scarecrow in 1995, Die Hard Dracula in 1998 en Ghost World in 2001.
Glover overleed op 12 maart 2025. Zijn zoon Crispin Glover maakte eind maart 2025 zijn overlijden bekend op Instagram.

## Filmografie
- Never Steal Anything Small (1959) – Stevedore (ongeciteerd)
- Who Killed Teddy Bear (1965) – Frank
- Frankenstein Meets the Space Monster (1965) – Martian Crewmember / The Space Monster (ongeciteerd)
- Blindfold (1965) – Sailor in Cab (ongeciteerd)
- Sweet Love, Bitter (1967)
- The Thomas Crown Affair (1968) – Bank Manager (uncredited)
- Dayton's Devils (1968)
- C.C. and Company (1970) – Captain Midnight
- Bless the Beasts and Children (1971) – Hustler
- Scandalous John (1971) – Sludge
- Diamonds Are Forever (1971) – Mr. Wint
- Black Gunn (1972) – Ray Kriley
- Walking Tall (1973) – Grady Coker
- One Little Indian (1973) – Schrader
- Chinatown (1974) – Duffy
- Hard Times (1975) – Doty
- Walking Tall Part 2 (1975) – Grady Coker
- Stunts (1977) – Chuck Johnson
- Walking Tall: Final Chapter (1977) – Deputy Grady
- CHiPs "Drive, Lady, Drive - Part I & II" (1979) – Chuck Harris
- Sultan and the Rock Star (1980) – Alec Frost
- Hart to Hart (1981) – Wilkes
- The Big Score (1983) – Koslo
- Hunter's Blood (1986) – One Eye
- Big Bad Mama II (1987) – Morgan Crawford
- Ghost Town (1988) – Dealer
- Hider in the House (1989) – Gene Hufford
- Penny Ante: The Motion Picture (1990) – Roy
- Popcorn (1991) – Vernon
- Chaindance (1991) – Casey
- Shakespeare's Plan 12 from Outer Space (1991)
- Street Wars (1992) – Chief Reed (ongeciteerd)
- Warlock: The Armageddon (1993) – Ted Ellison
- Night of the Scarecrow (1995) – Thaddeus
- American Hero (1997) – General Clover
- Die Hard Dracula (1998) – Doctor Van Helsing
- Spoiler (1998) – Priest
- Suicide, the Comedy (1998) – Lap Dance Bob (ongeciteerd)
- Ghost World (2001) – Feldman the Wheel Chair Guy
- Will Unplugged (2005) – Warren
- Simon Says (2006) – Sam
- It Is Fine! Everything Is Fine. (2007) – The Ex-Husband
- Broke Sky (2007) – Rufus
- Buffalo Bushido (2009) – Soup / Javier
- Six Days in Paradise (2010) – Frank Burns
- Scammerhead (2014) – Wyndham Bawtree
- Hiszpanka (2015) – Kubryk